# Convento de Recoletas Bernardas (Moya)
El convento de Recoletas Bernardas (también, monasterio de las Bernardas), fue un claustro cisterciense situado en la actual pedanía de Santo Domingo de Moya, término de Moya, provincia de Cuenca (Comunidad Autónoma de Castilla-La Mancha, España).

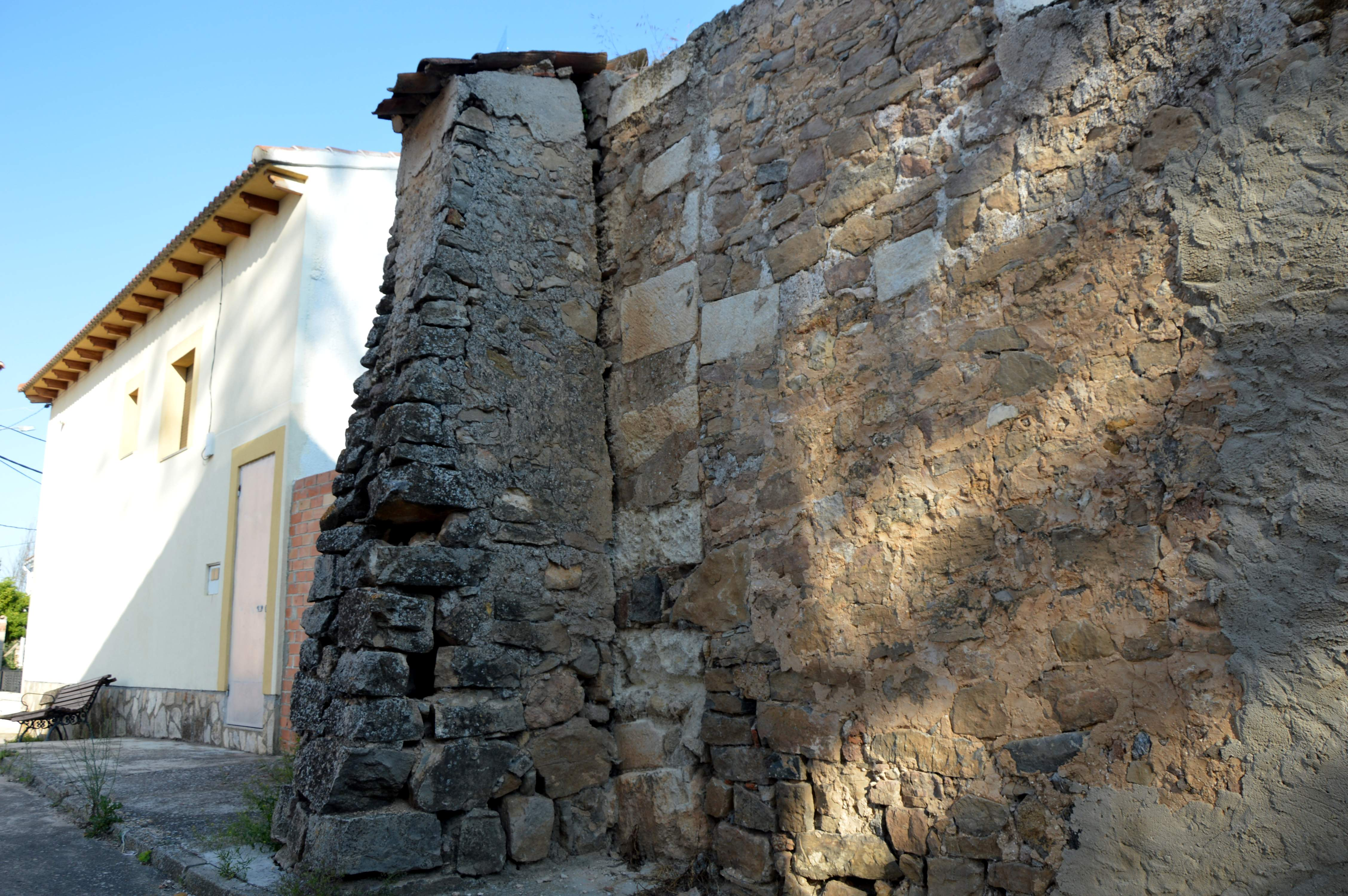
Detalle de muros y contrafuerte de la iglesia conventual, únicos restos materiales del monasterio

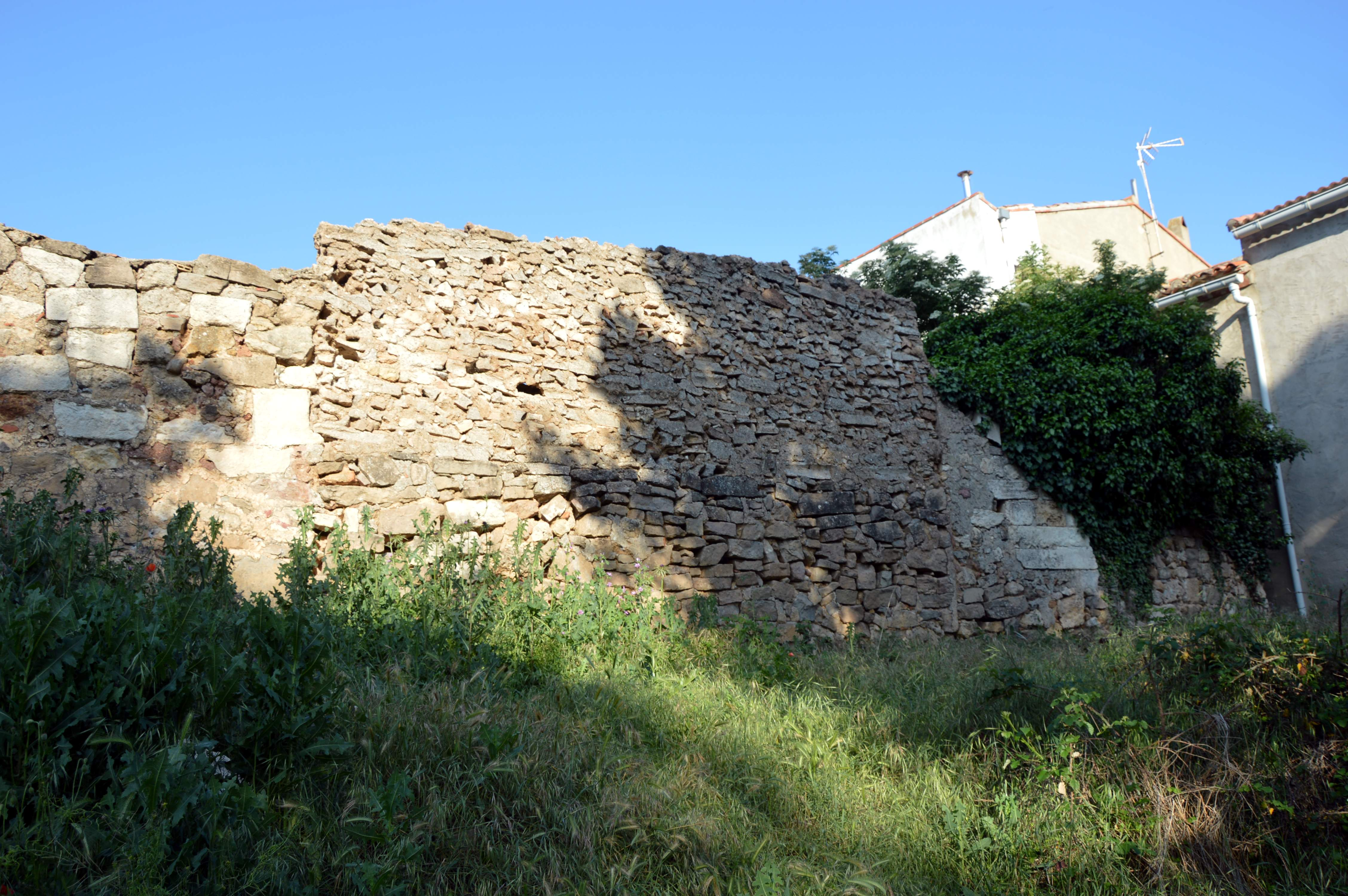
Detalle de muros de la iglesia conventual, únicos restos materiales del monasterio

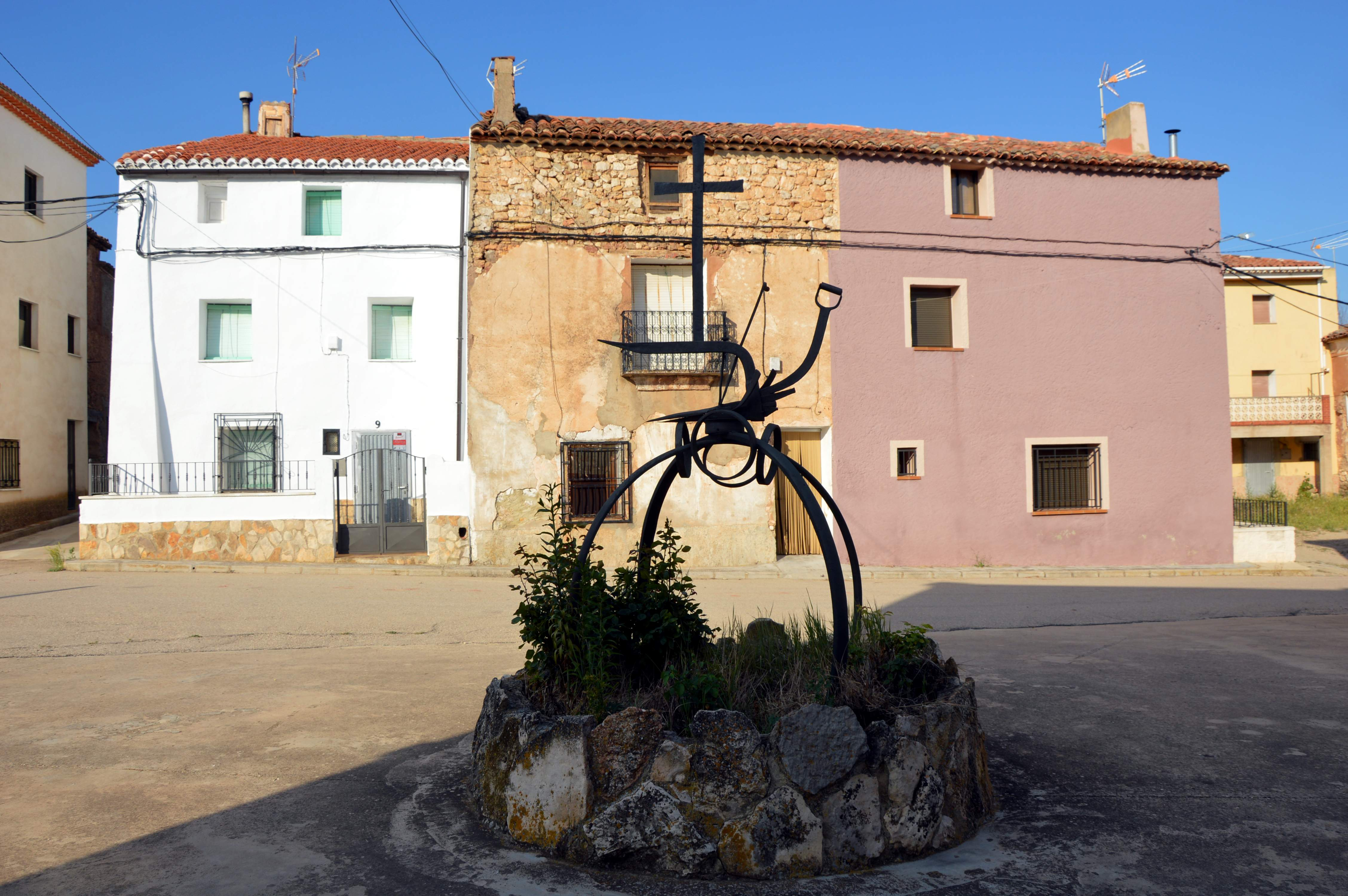
Detalle de escultura en la plaza de la Cruz en Santo Domingo de Moya (Cuenca), junto a las ruinas del antiguo convento

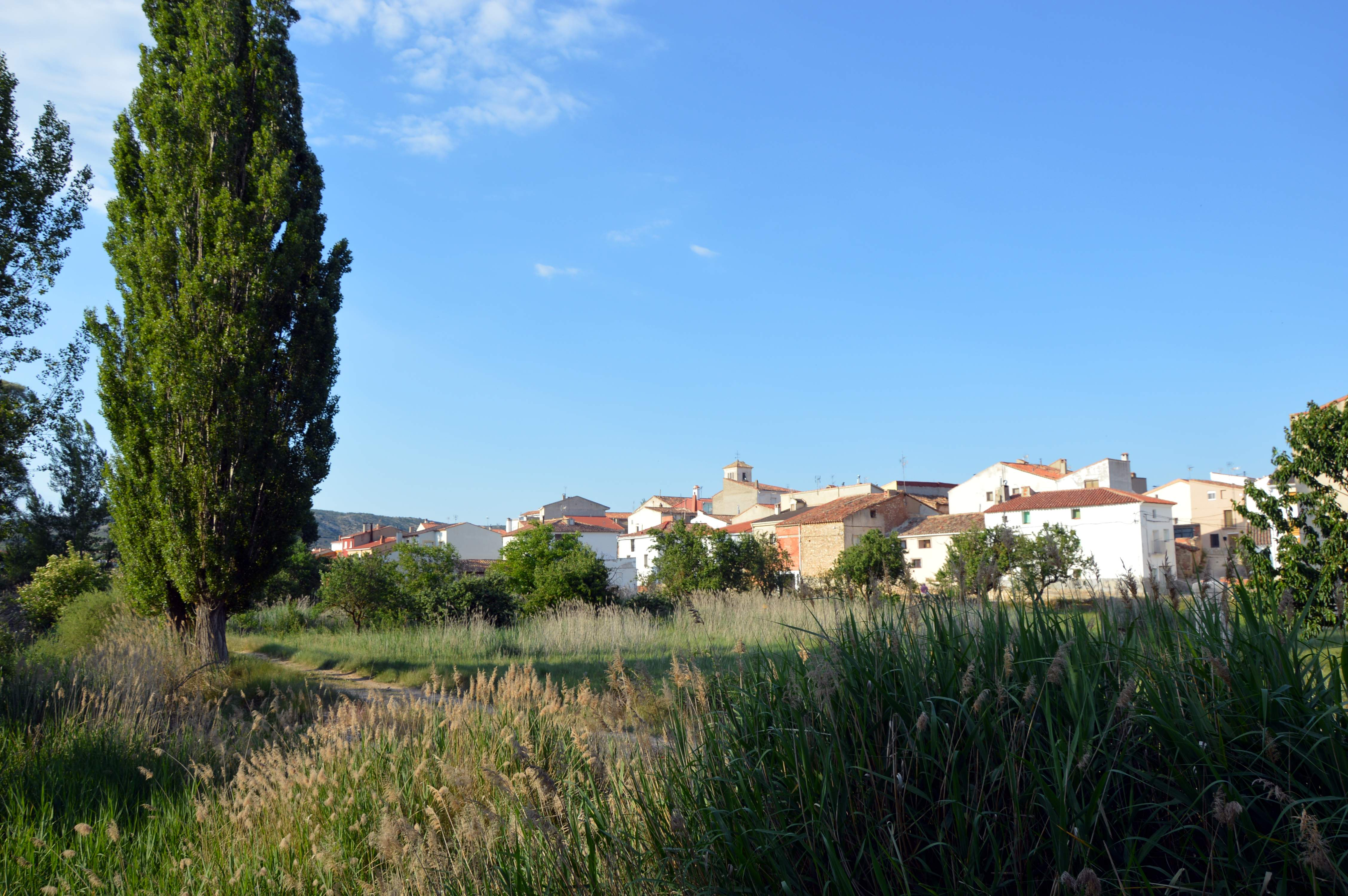
Vista parcial suroccidenal, 2017

El convento se trasladó a Cuenca en 1571 (otros historiadores dicen de 1558), siguiendo las directrices del Concilio de Trento. Del claustro queda el recuerdo, cifrado en una partida denominada «huerta de las monjas», y unos muros desmochados con contrafuertes junto a la plaza de la Cruz.

## Consideraciones históricas
Una de las características predominantes en la vida social de la histórica villa de Moya fue su acendrada religiosidad, en su recinto amurallado llegaron a censarse hasta siete iglesias parroquiales: Concepción Franciscana, San Bartolomé, San Juan, San Miguel, San Pedro, Santa María la Mayor y Santísima Trinidad –todas ellas poseían pila bautismal-, y tres conventos: Concepción Franciscana (intramuros), San Francisco y Recoletas Bernardas (estos dos últimos, extramuros). Desde la curia moyana se regían los destinos eclesiásticos y pastorales de una parte del Señorío de Moya. Del tiempo de la conquista cristiana data también un Arcedianato, formando parte del gobierno general de la diócesis de Cuenca.

## Historia
La Orden del Cister tuvo una amplia difusión por Castilla-La Mancha, sobre todo en el siglo XVI. Aunque hubo monasterios independientes, la mayoría eran sufragáneos de otros: el último de «Recoletas Bernardas» que se fundó en Castilla-La Mancha fue el de Villarrobledo (en 1595), filial del de Ocaña.
La fecha exacta de construcción del claustro de Santo Domingo de Moya es desconocida, se puso bajo la advocación de la Purísima Concepción y fue conocido como de la «Concepción Bernarda». La monja más antigua de este convento fue la hermana Inés Osorio, había tomado el hábito en la villa de Moya, en 1538, siendo una de las que se trasladó a Cuenca, en 1571.
Los estudiosos concuerdan en que la vida en este claustro no debió ser fácil, pues por hallarse lejos de la villa las monjas «estaban expuestas a las injurias de hombres fancinerosos», siendo este el motivo por el que se concibió la idea de construir un nuevo convento intramuros para estas religiosas.
La idea de la fundación del nuevo convento parte de la marquesa de Moya, doña Luisa de Cabrera,- con el propósito de albergar a las monjas bernardas del Convento de Santo Domingo de Moya.-
En el documento fundacional del nuevo convento (1556) se disponía que en ausencia de las monjas bernardas de Santo Domingo de Moya a quienes inicialmente estaba destinado el convento, se albergara «a sus parientas pobres y las hijas de sus criados naturales del marquesado».-
El pequeño claustro de Santo Domingo de Moya se clausuró en 1571 -otros historiadores anotan que el traslado se produjo trece años antes, en tiempo del obispo don Pedro de Castro (1558).
Las monjas bernardas del monasterio de Santo Domingo de Moya se instalaron en lo que había sido Hospital de San Sebastián, fundado por el obispo don Lope Barrientos, en 1444.
Desde su nueva residencia en Cuenca, las monjas bernardas siguieron administrando sus posesiones en Moya, aunque «no sin grandes dificultades sobre todo para cobrar las rentas». Consta que hicieron algunas donaciones a la iglesia parroquial de San Bartolomé de Moya.
Como consecuencia de las desamortizaciones del primer tercio del siglo XIX, las cuatro últimas monjas bernardas que quedaban se unieron a las Monasterio de Madres Benedictinas de Cuenca.

## Ubicación y descripción
El monasterio (casa conventual e iglesia) se hallaba en el extremo suroccidental del caserío, conociéndose sus lindes: los Ferreres de Villar del Humo, al Este; un huerto con valla de piedra, al Sur; calle pública, al Oeste y una labor de los Muñoces, al Norte.
Disponía de unas huertas anexas y tierras de panllevar, de cuyos réditos vivían las monjas. Disponían también de tierras en distintas partidas: en «La Grajera», en «La Rambla», en el «Pajar de Zapata» y en «La Barranquilla», «con una cabida de 20 almudes», además de una era de pantrillar y un pajar.
Consta que la casa-convento (en 1676) era propiedad de Antonio Castellblanque.
El antiguo monasterio de las «Recoletas Bernardas» de Santo Domingo de Moya constituye un vago recuerdo entre los lugareños, el solar de su vieja iglesia (muros laterales y contrafuertes) se halla en un extremo de la actual plaza de la Cruz, único vestigio material del paso de aquellas religiosas, junto al topónimo «huerta de las monjas».